# パイパー・エアクラフト
パイパー・エアクラフト（Piper Aircraft, Inc.）はアメリカの軽飛行機メーカーである。本社はフロリダ州ベロビーチ。軽飛行機メーカーとしてはセスナ、ビーチクラフトと並ぶビッグスリーの一つ。

## 概要
1927年にテイラー兄弟によって設立されたテイラー・ブラザーズ・エアクラフト・コーポレーションを前身とし、ウィリアム・T・パイパーが事業を引き継ぎ1937年にパイパー・エアクラフト・コーポレーションに改称した。
1938年に発売された高翼単葉単発複座の軽飛行機「カブ」（J-3 Cub）は低価格の練習機として人気を獲得し、1947年まで米国内で2万機以上が製造された。第二次大戦後は軍用から民間に払い下げられ、後継機の「スーパーカブ」（PA-18 Super Cub）と共に21世紀現在もグライダーの牽引に使われている。
1960年に発売された「チェロキー」（PA-28 Cherokee）はパイパー社最大のヒット商品となり、1967年には双発型の「セネカ」（PA-34 Seneca）とあわせて約4万機が製造された。
1980年代前半に製造物責任法に基づく登録時機体保険料が高騰したことは経営に大きな打撃を与え、1991年に連邦倒産法第11章を申請。1995年に社名をThe New Piper Aircraftと改めて再建した。
2006年に社名をPiper Aircraftに戻す。2008年には単発ジェット機「パイパージェット」（PA-47 PiperJet）の初飛行に成功するが、経営縮小のため量産は見送られた。
2018年現在の主力商品はパイパー PA-46のレシプロ型であるMatrixとM350、ターボプロップ型のM500とM500である。

## 主な機種
- J-3 カブ (1930)
- J-4 カブ・クーペ (1938)
- J-5 クルーザー (1940)
- PA-11 カブ・スペシャル (1947)
- PA-12 スーパー・クルーザー (1945)
- PA-14 ファミリー・クルーザー (1947)
- PA-15 ヴァガボンド (1948)
- PA-16 クリッパー (1949)
- PA-18 スーパーカブ (1949)
- PA-20 ペイサー (1950)
- PA-22 トライ・ペイサー (1951)
- PA-23 アパッチ (1952)
- PA-24 コマンチ (1956)
- PA-25 ポーニー (1957)
- PA-27 アズテック (1960)
- PA-28 チェロキー (1961)
- PA-30 ツイン・コマンチ (1963)
- PA-31 ナバホ (1967)
- PA-31-350 チーフテン (1973)
- PA-31T シャイアン (1974)
- PA-32 チェロキー・シックス (1966)
- PA-32R ランス/サラトガ (1976)
- PA-34 セネカ (1972)
- PA-36 ポーニー・ブレイブ (1972)
- PA-38 トマホーク (1977)
- PA-39 ツイン・コマンチ (1971)
- PA-42 シャイアン (1980)
- PA-44 セミノール (1978)
- PA-46 マリブ (1983)
- PA-47 パイパージェット（2008）
- PA-48 エンフォーサー（1971）
- PA-60 エアロスター（1967）

## 資料
Pattillo, Donald M. (1998). A History in the Making: 80 Turbulent Years in the American General Aviation Industry. New York: McGraw-Hill. ISBN 0-07-049448-7